# Sácama (kommun)
Sácama är en kommun i Colombia.   Den ligger i departementet Casanare, i den centrala delen av landet, 270 km nordost om huvudstaden Bogotá. Antalet invånare är 1 706.